# Enrico Colantoni
Enrico Colantoni est un acteur canadien né le 14 février 1963 à Toronto (Canada). Il est surtout connu pour interpréter le rôle de Keith Mars dans la série Veronica Mars (2004-2007), mais aussi dans Lines (2014), Kill Chain (2019), L'Extraordinaire Mr. Rogers (2019) et Feel the Beat (2020).

## Biographie
Enrico Colantoni est né à Toronto au Canada et est élevé dans un quartier italien. Il découvre sa passion pour l'art dramatique lors de ses études de sociologie et de psychologie à l'Université de Toronto. Encouragé par un professeur, il quitte Toronto pour New York où il étudie à l'American Academy of Dramatic Arts. Il a aussi étudié à la prestigieuse École de Théâtre de Yale où il a obtenu un Master Fine of Arts.

### Débuts de carrière
Il commence sa carrière en 1987 dans les séries Brigade de nuit et Vendredi 13. Il disparaît des écrans jusqu'en 1994 où il recommence à jouer dans des séries. En 1995, il fait ses débuts au cinéma dans Money Train. Il connait le succès en jouant Elliot DiMauro dans la série Voilà ! entre 1997 et 2003. En même temps il joue dans différents films au cinéma comme A.I. Intelligence artificielle de Steven Spielberg ou Full Frontal de Steven Soderbergh.
Il continue à faire des apparitions dans de nombreuses séries, et de 2011 à 2016, il joue le rôle récurrent de Carl Elias dans la série Person of Interest.

### Veronica Mars

Logo original de la série télévisée Veronica Mars.

Il retrouve un rôle principal en 2004 dans la série Veronica Mars en interprétant Keith Mars, le père de l'héroïne interprété par Kristen Bell. La série a été diffusée du 22 septembre 2004 au 22 mai 2007.

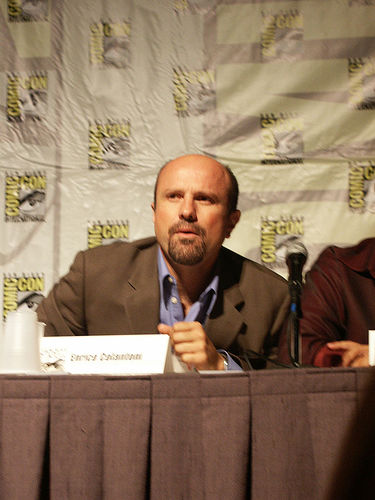
L'acteur au Comic-Con de 2005.

La série obtient les faveurs des critiques, cependant, en raison de ses audiences jugées trop en deçà des espérances de la chaîne, la série est menacée d’annulation à la fin de chaque saison. Elle est cependant soutenue par des milliers de fans, notamment en envoyant des barres Mars aux dirigeants de la chaîne afin de la sauver. La série est finalement arrêtée après trois saisons malgré tous les efforts faits par les fans et les membres de la production.

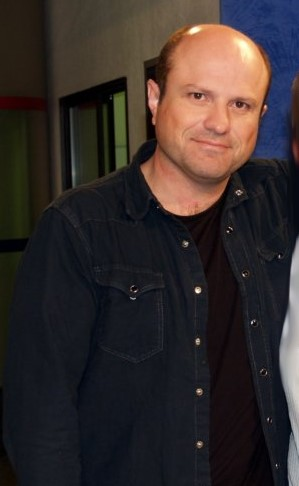
En 2007.

Entre-temps, le 13 mars 2013, le scénariste Rob Thomas et Kristen Bell ont lancé une « campagne Kickstarter », plateforme de financement participatif, afin de réaliser un film tiré de la série Veronica Mars. Rob Thomas espère alors récolter deux millions de dollars de dons, soit la somme la plus importante jamais demandée par un projet de film via Kickstarter.
L'objectif a été atteint en moins de onze heures et à peine vingt-quatre heures plus tard, le projet a reçu près de 3,3 millions de promesses de dons, une somme record qui dépasse déjà les attentes de Rob Thomas. Le 14 mars 2014, le film sort aux États-Unis. Étant un film indépendant issu d'un financement participatif et non distribué par un grand studio, le film sort dans quelques salles aux États-Unis, obtient des critiques positives et atteint 3 485 127 millions de dollars de recettes. En France, il sort le même jour, mais seulement en vidéo à la demande.
En 2014, il prend part au court-métrage Lines, de et avec Amy Jo Johnson, l'une de ses partenaires de la série Flashpoint. Le film est alors acclamé par la critique.
En 2019, il incarne une nouvelle fois le personnage, Keith Mars, et ce, pour une quatrième saison distribuée par la plateforme Hulu. Cette saison inédite est composée de huit épisodes d'une heure. Elle est disponible depuis le 19. En parallèle, il est en tête d'affiche du film Kill Chain, tenu par Nicolas Cage, sorti en Vidéo à la demande en 2019,. Toujours la même année, il joue dans le film L'Extraordinaire Mr. Rogers, ayant pour vedette Tom Hanks, qui est un succès, tout en récoltant des critiques élogieuses et remportant de nombreux prix prestigieux,.

### Vie privée
Enrico Colantoni a été marié à Nancy Snyder de 1997 à 2004. Il a deux enfants : Quintin et Madelyn Colantoni. Il s'est remarié le 11 novembre 2011 avec sa compagne Rosanna.

## Filmographie

### Cinéma
- 1995 : Money Train de Joseph Ruben : Dooley
- 1996 : Albino Alligator de Kevin Spacey : Agent #3
- 1997 : The Wrong Guy de David Steinberg: un gars terrifiant
- 1998 : Divorce: A Contemporary Western de Eb Lottimer : Barry
- 1998 : Screwed: A Hollywood Bedtime Story de George A. Tramountanas : Jack Driscoll
- 1999 : Stigmata de Rupert Wainwright : Père Dario
- 1999 : Galaxy Quest de Dean Parisot : Commandant Thermien, Mathesar
- 2001 : A.I. Intelligence artificielle de Steven Spielberg : le meurtrier
- 2002 : Frank McKlusky, C.I. d'Arlene Sanford : Scout Bayou
- 2002 : Les 20 premiers millions de Mick Jackson : Francis Benoit
- 2002 : Full Frontal de Steven Soderbergh : Arty / Ed
- 2003 : The Vest, court métrage de Paul Gutrecht : le père
- 2004 : Criminal de Gregory Jacobs : un bouquiniste
- 2007 : The Happiest Day of His Life de Ursula Burton : un invité du mariage divorcé
- 2008 : Sherman's Way de Craig Saavedra : le DJ
- 2008 : Mon espion préféré de George Gallo : Enrico le chef
- 2009 : Weather Girl de Blayne Weaver : George
- 2010 : The Fighter and the Clown court métrage de Mann Alfonso et Terryl Daluz : agent de quartier
- 2011 : The Chaperone de Stephen Herek : Dr Etman
- 2011 : Servitude de Warren P. Sonoda : Franz
- 2011 : Contagion de Steven Soderbergh : Dennis French
- 2014 : Veronica Mars, le film de Rob Thomas : Keith Mars
- 2017 : Justice League Dark (vidéo) de Jay Oliva : Felix Faust (voix)
- 2019 : Kill Chain de Ken Sanzel : Markham
- 2019 : L'Extraordinaire Mr. Rogers (A Beautiful Day in the Neighborhood) de Marielle Heller : Bill Isler
- 2020 :  Feel the Beat de Elissa Down : Frank Dibrina

### Télévision

#### Téléfilms
- 1997 : The Member of the Wedding : M. Addams
- 1997 : Laboratoire de clonage (Cloned) : Steve Rinker
- 2001 : Il était une fois James Dean : Elia Kazan
- 2003 : Expert Witness
- 2008 : Céline : René Angélil

#### Séries télévisées
- 1987 : Brigade de nuit (1 épisode)
- 1987 : Vendredi 13 : Adrian (1 épisode)
- 1994 : New York, police judiciaire : Ron Blocker (1 épisode)
- 1994 : New York Undercover : David Kinsoling (1 épisode)
- 1994-1995 : New York Police Blues : Danny Breen, Jr. (2 épisodes)
- 1995 : Hope & Gloria : Louis Utz
- 1997 : Life's Work : Marty Cranepool (1 épisode)
- 1997-2003 : Voilà ! : Elliot DiMauro
- 2000 : Troisième planète après le Soleil : Frankie (1 épisode)
- 2001 : Au-delà du réel : Michael Burr  (1 épisode)
- 2003 : Whoopi : Victor (1 épisode)
- 2003 : Missing : Disparus sans laisser de trace : Charles Edward Denton (1 épisode)
- 2003 : Stargate SG-1 : Agent Burke (saison 7, épisode 12)
- 2004 : Century City : Frank Summers (1 épisode)
- 2004 : Monk : Joe Christie (saison 3, épisode 7)
- 2004-2007 et 2019 : Veronica Mars : Keith Mars (72 épisodes)
- 2006 : Brothers and Sisters : Evan (saison 2, épisode 12)
- 2007 : Les Experts : Preston (1 épisode)
- 2008 : Numb3rs : Ben, preneur d'otage (saison 4, épisode 10)
- 2008-2012 : Flashpoint : Gregory Parker
- 2009 : ZOS: Zone of Separation (mini série) : "Speedo Boy"
- 2009 : Party Down : Gordon McSpadden (1 épisode)
- 2010 : Cra$h and Burn : Danny DeRossi (1 épisode)
- 2010 : Bones : Micah Leggat (saison 6, épisode 9)
- 2011 : The Kennedy  (mini série) : J. Edgar Hoover (3 épisodes)
- 2011 - 2016 : Person of Interest : Carl Elias / Charlie Burton (23 épisodes)
- 2013 : Cracked : Mike De Soto (saison 1, épisode 2)
- 2013 : Malibu Country : Leslie (1 épisode)
- 2014 - 2015 : Remedy : Dr. Connor
- 2015 - 2017 : iZombie : Lou Benedetto (saisons 2 et 4)
- 2016 : Les Voyageurs du temps : Vincent Ingram (saison 2)
- 2017 : Bad Blood : Bruno Bonsignori
- 2020 : Westworld : Whitman (saison 3, épisode 7)
- 2021 - 2022 : Station Eleven : Brian
- 2024 : English Teacher : Grant Moretti
- 2025 : Fubar : Reed (saison 2)

#### Séries d'animation
- 2003 : La Ligue des justiciers : Glorious Gordon Godfrey (2 épisodes)
- 2004 : Kim Possible : Dr. Cyrus Bortel (2 épisodes)
- 2009 : Glenn Martin, DDS (1 épisode)

## Distinctions

### Récompenses
- Family Film Awards
  - 2006 : Meilleurs père et fille, partagé avec Kristen Bell - 8th Annual Family Friendly Awards
- Prix Gemini
  - 2013 : Meilleur Acteur dans une série dramatique - Flashpoint

### Nominations
- Prix Gemini
  - 2011 : Nommé comme Meilleur Acteur dans une série dramatique - Flashpoint
- Festival de télévision de Monte-Carlo
  - 2010 : Nommé comme Meilleur Acteur dans une série dramatique - Flashpoint
  - 2012 : Nommé comme Meilleur Acteur dans une série dramatique - Flashpoint
- Teen Choice Awards
  - 2006 : Nommé comme Choice TV : Parental Unit - Veronica Mars